# Olše
Olše (nemško Erlach) je naselje v Občini Pokrče v Okraju Celovec-dežela na Koroškem v Avstriji.